# Stadio Avanhard (Luhans'k)
Lo stadio Avanhard (in ucraino Стадіон Авангард?, Stadion Avanhard) è un impianto polivalente situato a Luhans'k. Lo stadio è stato usato fino al 2014 per le gare casalinghe dello Zorja; da allora non ospita più gli incontri della squadra, trasferitasi per ragioni di sicurezza in altra sede a causa della guerra del Donbass. Lo stadio è dotato anche di una pista di atletica.

## Storia
Costruito nel 1951, lo stadio era inizialmente intitolato a Kliment Vorošilov, e aveva una capienza di 7.477 posti. Nel 1961 assume la denominazione attuale. Nel 1974 viene installata la pista di atletica intorno al manto erboso.
Lo stadio nel 1967 poteva ospitare fino a 40 000 spettatori, ma a causa dei continui lavori di ristrutturazione e ammodernamento, la capacità dell'impianto è scesa fino a quella attuale.
Nel luglio del 2014, durante la guerra dell'Ucraina orientale, lo stadio è stato danneggiato da alcuni colpi di mortaio.